# L'innocenza del peccato
L'innocenza del peccato (La fille coupée en deux) è un film del 2007 diretto da Claude Chabrol.

## Trama
Gabrielle è una splendida ragazza bionda, allegra e solare. Conduce in televisione le previsioni del tempo in attesa che le venga assegnato un programma tutto suo. La madre lavora in una libreria. Un giorno incontra il maturo scrittore Charles Saint-Denis e ne diventa l'amante, sebbene lui sia sposato. Anche Paul Gaudens ha un incontro casuale con Gabrielle e se ne innamora subito. Paul Gaudens è bello, ricco, viziato in modo esagerato dalla madre e abituato ad ottenere tutto ciò che vuole. La giovane instaura anche un legame con Paul. Durante la sua storia con lo scrittore questi la convince a entrare in un mondo clandestino di persone di ogni età pronte a disinvolti scambi di coppia e altre perversioni. Gabrielle si lascia attrarre, poi capisce che Charles non è la persona per lei, non è giovane ed è dotato di un cinismo oltre misura. Decide così di cedere alle lusinghe di Paul e i due si sposano, nonostante la madre di lui la detesti profondamente. Durante una festa a cui sono tutti invitati però Paul, accecato dalla gelosia, uccide lo scrittore davanti a tutti i presenti. Paul ora è in carcere e la madre cerca un appoggio da parte di Gabrielle per ottenere delle attenuanti. Gabrielle, ingenua, si lascia convincere ed avrà un'amara sorpresa in seguito quando non riceverà nulla per avere collaborato (si terrà solo la piccola vettura) e oltretutto riceverà la richiesta di divorzio da parte di Paul. Grazie allo zio prestigiatore riuscirà a trovare un lavoro come sua assistente.